# Naguib Mahfouz Medal for Literature
De Naguib Mahfouz Medal for Literature (جائزة نجيب محفوظ) is een literaire prijs, waarmee sinds 1996 de beste hedendaagse arabischtalige roman wordt bekroond. De beloning voor de winnende auteur bestaat uit een zilveren medaille, een geldprijs en een vertaling van het winnende boek naar het Engels, uitgegeven door The American University in Cairo Press. De prijs wordt jaarlijks uitgereikt op 11 december, de verjaardag van de Egyptische schrijver naar wie de prijs is genoemd: Nagieb Mahfoez, winnaar van de Nobelprijs voor de Literatuur in 1988.

## Winnaars
| Jaar         | Winnaar                                                      | Titel                                              |
| ------------ | ------------------------------------------------------------ | -------------------------------------------------- |
| 1996         | Ibrahim Abdel Meguid                                         | The Other Place                                    |
| (2 winnaars) | Latifa al-Zayyat                                             | The Open Door                                      |
| 1997         | Mourid Barghouti                                             | I Saw Ramallah                                     |
| (2 winnaars) | Yusuf Idris                                                  | City of Love and Ashes                             |
| 1998         | Ahlam Mosteghanemi                                           | Memory in the Flesh                                |
| 1999         | Edwar al-Kharrat                                             | Rama and the Dragon                                |
| 2000         | Hoda Barakat                                                 | The Tiller of Waters                               |
| 2001         | Somaya Ramadan                                               | Leaves of Narcissus                                |
| 2002         | Bensalem Himmich                                             | The Polymath                                       |
| 2003         | Khairy Shalaby                                               | The Lodging House                                  |
| 2004         | Alia Mamdouh                                                 | The Loved Ones                                     |
| 2005         | Yusuf Abu Rayya                                              | Wedding Night                                      |
| 2006         | Sahar Khalifeh                                               | The Image, the Icon, and the Covenant              |
| 2007         | Amina Zaydan                                                 | Red Wine                                           |
| 2008         | Hamdi Abu Golayyel                                           | A Dog with No Tail                                 |
| 2009         | Khalil Sweileh                                               | Writing Love                                       |
| 2010         | Miral al-Tahawy                                              | Brooklyn Heights                                   |
| 2011         | The Revolutionary Literary Creativity of the Egyptian People |                                                    |
| 2012         | Ezzat El Kamhawi                                             | House of the Wolf                                  |
| 2013         | Khaled Khalifa                                               | Er zijn geen messen in de keuken van deze stad     |
| 2014         | Hammour Ziada                                                | Shawq al-darwish                                   |
| 2015         | Hassan Daoud                                                 | La Tareeq Ila Al-Jannah ('No Road to Paradise')    |
| 2016         | Adel Esmat                                                   | Hikayat Yusuf Tadrus ('The Tales of Yusuf Tadrus') |
| 2017         | Huzama Habayeb                                               | 'Velvet'                                           |
| 2018         | Omaima Al-Khamis                                             | 'Voyage of the Cranes in the Cities of Agate'      |
| 2021         | Ahmed Taibaoui                                               | 'The Disappearance of Mr. Nobody'                  |